# Stazione di San Lugano
La stazione di San Lugano (così anche in tedesco) è stata una stazione ferroviaria posta lungo la ex linea ferroviaria a scartamento ridotto Ora-Predazzo chiusa il 10 gennaio 1963, a servizio del Passo di San Lugano.
La stazione era il punto più alto della linea.

## Strutture e impianti
La stazione era composta da un fabbricato viaggiatori, una sottostazione elettrica e tre binari. A novembre 2015 rimangono solo la sottostazione e il fabbricato adibiti ad albergo mentre i tre binari sono stati smantellati.